# Phachthia
Phachthia là một chi bướm đêm thuộc họ Erebidae.